# منطقه ۷ شهرداری شیراز
منطقه ۷ شهرداری شیراز در هشتم بهمن ۱۳۷۹ تأسیس گردیده‌است با مساحتی حدود ۳۰۰۰ هکتار در حدود ۲۱٪ از کل مساحت شهر شیراز را شامل می‌شود. این منطقه با ۱۶۲٬۰۰۰ تن جمعیت حدود ۱۴٪ از کل جمعیت شیراز را در خود جای داده‌است و تراکم جمعیتی آن ۵۴ تن در هکتار مربع می‌باشد.
این منطقه به عنوان منطقه پایلوت اجرای طرح شهر دوستدار کودک انتخاب شده‌است.

## مکان‌های آموزشی و مدارس
منطقه ۷ شهرداری شیراز به دلیل گستردگی و جمعیت قابل توجه خود، دارای شمار متعددی از مراکز آموزشی در سطوح مختلفی است. این مراکز شامل مدارس دولتی و غیردولتی در مقاطع ابتدایی، متوسطه اول و متوسطه دوم بوده و نقش مهمی در ارائه خدمات آموزشی به ساکنان منطقه ایفا می‌کنند. پراکندگی مدارس در سطح منطقه به گونه‌ای است که دسترسی دانش‌آموزان به مراکز آموزشی تسهیل گردد. علاوه بر مدارس، برخی از مؤسسات آموزش عالی و مراکز آموزش فنی و حرفه‌ای نیز در محدوده این منطقه فعالیت دارند که فرصت‌های آموزشی متنوعی را برای جوانان و بزرگسالان فراهم می‌آورند.

## مکان‌های مذهبی
منطقه ۷ شهرداری شیراز، همانند سایر مناطق این شهر تاریخی و مذهبی، میزبان تعدادی از مکان‌های مذهبی و مقدس است. این مکان‌ها شامل مساجد متعدد در محلات مختلف منطقه است که به عنوان مراکز عبادی و فرهنگی برای ساکنان عمل می‌کنند. علاوه بر مساجد، ممکن است حسینیه‌ها، تکایا و سایر اماکن مذهبی نیز در این منطقه وجود داشته باشند که در مناسبت‌های مذهبی مختلف مورد استفاده قرار می‌گیرند. معماری و قدمت برخی از این مکان‌های مذهبی می‌تواند از جاذبه‌های فرهنگی و تاریخی منطقه محسوب شود. 

## مراکز خرید
با توجه به جمعیت نسبتاً بالای منطقه ۷ شهرداری شیراز، مراکز خرید متنوعی در این محدوده به منظور تأمین نیازهای روزمره و ارائه خدمات تجاری به ساکنان ایجاد شده‌اند. این مراکز شامل بازارهای محلی، مجتمع‌های تجاری کوچک و بزرگ با طیف وسیعی از فروشگاه‌ها و خدمات می‌باشند. وجود این مراکز خرید، دسترسی آسان ساکنان به کالاها و خدمات مورد نیاز را فراهم کرده و به رونق اقتصادی منطقه نیز کمک می‌کند. تنوع مراکز خرید در منطقه می‌تواند شامل فروشگاه‌های مواد غذایی، پوشاک، لوازم خانگی، الکترونیکی و سایر مایحتاج زندگی باشد.

## فروشگاه های زنجیره ای
در سال‌های اخیر، همگام با توسعه شهرنشینی و تغییر الگوهای خرید، تعدادی از فروشگاه‌های زنجیره‌ای نیز در منطقه ۷ شهرداری شیراز شعبه‌های خود را تأسیس کرده‌اند. این فروشگاه‌ها معمولاً با ارائه طیف گسترده‌ای از کالاها با قیمت‌های رقابتی و در محیطی مدرن، مورد استقبال ساکنان قرار می‌گیرند. فروشگاه‌های زنجیره‌ای می‌توانند شامل سوپرمارکت‌های بزرگ، فروشگاه‌های لوازم خانگی، فروشگاه‌های عرضه پوشاک و سایر برندهای شناخته شده باشند. حضور این فروشگاه‌ها علاوه بر تأمین نیازهای مصرفی، می‌تواند به ایجاد فرصت‌های شغلی در منطقه نیز کمک کند.

## مشخصات
- از شمال: ارتفاعات شاه غیب
- از جنوب: بلوار مدرس و بلوار خلیج فارس
- از شرق: شهرک مهرگان
- از غرب: بلوار فرصت شیرازی
- وسعت منطقه: ۱۷۱۶ هکتار
- مساحت بافت فرسوده منطقه: ۲۳۹ هکتار
- تعداد محله :۱۵

## محدوده
این منطقه که یکی از مناطق شرقی شیراز حساب می‌شود از شمال و شمال غرب به محله پودنک ،بزرگراه سرداران و پل غدیر راه دارد. جنوب این منطقه را وزیر آباد و کفترک تشکیل داده‌است و همچنین از غرب به فرودگاه شیراز و از شرق به بلوار رسول اعظم امتداد دارد. حدود تقریبی ۱۶۲٬۰۰۰ تن (۱۴٪ از جمعیت کل شیراز) تراکم جمعیتی نیز ۵۴ تن در هکتار مربع می‌باشد.

## وسعت
با توجه به نقشه طرح تفصیلی شهر شیراز حدود ۳۰۰۰ هکتار مربع شامل ۱۵۰۰ هکتار مربع مساحت محدوده خدماتی به انضمام ۴۰۰ هکتار مربع محدوده الحاقی شامل روستاهای وزیرآباد، قلعه نو، ترکان، شرغان، کفترک، خرچول، اقبال آباد، احمدآباد صغاد و دستخضر و ۶۰۰ هکتار مربع مساحت محدوده استحفاظی ساخته شده از قبل است.
اراضی الحاقی به منطقه هفت شامل ۷ روستای وزیرآباد- قلعه نو- مهرگان – کوشکک – نصرآباد – ترکان و دستخضرکه جمعاً به وسعت ۸۰۰ هکتار می‌باشد. در پی تصویب قانون تعاریف محدوده و حریم شهر مصوب سال ۱۳۸۴ بعضی روستاها از شهر جدا و در سال ۹۰ مجدداً به شهر شیراز ملحق شدند. در این وضعیت تفکیک زمینهای کشاورزی توسط افراد و واگذاری آن برای امر مسکن تحت نظر دهیاری‌ها به شدت رواج گرفت و سیل مهاجرین و افراد با بنیه مالی ضعیف به این مناطق سرازیر شده به نحوی که توسعه ناهمکون این قبیل ساخت و سازها از ارائه خدمات دهیاری پیشی گرفت و مستحدثات بدون بررسی طرح‌های بالادستی و بدون زیرساختهای لازم شهری مطالعات گسترش یافت.

## شهر دوستدار کودک
شهر دوستدار کودک عنوان طرحیست که ازسال ۱۹۸۰ به بعد درراستای تخصیص حق شهروندی به کودکان و رسیدگی به خواسته‌ها ونیازهای اجتماعی و شهری آنان مورد توجه قرار گرفت. این منطقه به عنوان منطقه پایلوت اجرای طرح شهر دوستدار کودک انتخاب شده‌است.

## جاذبه‌های گردشگری
- برم دلک: سرچشمه، تالاب و گردشگاهی طبیعی است در استان فارس. این تالاب در ۱۴ کیلومتری شرق شیراز و در چهار کیلومتری قصر ابونصر قرار گرفتهاست. آب این چشمه از شکاف کوه خارج می ٴ شود و دردامنه کوه، تالابی را تشکیل می‌دهد. اطراف این آبگیر را نیزار فراگرفتهاست. در ٴ بدنه کوه مشرف بر تالاب، سه ٴ تاقچه حجاری شده وجود دارد که قدمت نقوش آن به دوره ساسانی می‌رسد.
- قصر ابونصر یا تخت مادر سلیمان به صورت بقایای بناها و یک حصار سنگی، دیوارهای آجری، ساختمانهای خشتی و آستانه‌های سنگی فرو افتاده در شرق شیراز بر بالای یک تپه دیده می‌شود.
- دریاچه مهارلو